# Dominik Giesriegl
Dominik Giesriegl (* 1986 in Wien) ist ein österreichischer Komponist.

## Leben
Dominik Giesriegl studierte sowohl Philosophie und Psychologie an der Universität Wien als auch Schulmusik an der Universität für Musik und darstellende Kunst Wien. Von 2010 bis 2014 studierte er Filmkomposition bei Enjott Schneider und Gerd Baumann an der Hochschule für Musik und Theater München. Mit der 2012 ausgestrahlten Fernsehkomödie Meine Tochter, ihr Freund und ich debütierte er als Filmkomponist.

## Filmografie (Auswahl)
- 2012: Meine Tochter, ihr Freund und ich (Fernsehfilm)
- 2013: Im weißen Rössl – Wehe Du singst!
- 2014: Meine Frau, ihr Traummann und ich
- 2015: Wer Wind sät – Ein Taunuskrimi (Fernsehreihe)
- 2015: Matthiesens Töchter (Fernsehfilm)
- 2015: Das Kloster bleibt im Dorf
- 2016: Neues aus dem Reihenhaus (Fernsehfilm)
- 2016: Pokerface – Oma zockt sie alle ab (Fernsehfilm)
- seit 2016: Die Toten von Salzburg (Fernsehreihe)
  - 2016: Die Toten von Salzburg
  - 2018: Zeugenmord
  - 2018: Königsmord
  - 2019: Mordwasser
  - 2019: Wolf im Schafspelz
  - 2021: Schwanengesang
  - 2021: Treibgut
  - 2021: Vergeltung
  - 2022: Schattenspiel
  - 2024: Süßes Gift
  - 2025: Mord in bester Lage
- 2017: Chaos-Queens: Die Braut sagt leider nein
- 2017: Honigfrauen (Fernsehdreiteiler)
- seit 2017: Nord Nord Mord (Fernsehreihe)
  - 2017: Clüver und die tödliche Affäre
  - 2017: Clüver und der König von Sylt
  - 2018: Clüver und der leise Tod
  - 2019: Sievers und die Tote im Strandkorb
  - 2020: Sievers und die tödliche Liebe
  - 2022: Sievers und das mörderische Türkis
  - 2022: Sievers sieht Gespenster
  - 2022: Sievers und der große Knall
- 2018: Tatort: Mord ex Machina (Fernsehreihe)
- 2018: Nichts zu verlieren (Fernsehfilm)
- 2018: Bella Germania (Fernsehdreiteiler)
- 2019: Und tot bist Du! – Ein Schwarzwaldkrimi (Fernsehreihe)
- 2019: Ein Dorf wehrt sich (Fernsehfilm)
- 2020: Tatort: Das fleißige Lieschen (Fernsehreihe)
- 2021: Waldgericht – Ein Schwarzwaldkrimi (Fernsehreihe)
- 2021: Tatort: Der Herr des Waldes
- 2021: Die Schule der magischen Tiere
- 2021: Der Dänemark-Krimi: Rauhnächte (Filmreihe)
- 2021: Das Lied des toten Mädchens
- 2022: Gestern waren wir noch Kinder
- 2023: Der Dänemark-Krimi: Blutlinie (Fernsehreihe)
- 2023: Das Quartett: Tödliche Lieferung (Fernsehreihe)
- 2023: Das Quartett: Mörderischer Pakt
- 2023: Der Schatten (Fernsehserie)
- 2023: Hotel Barcelona
- 2024: Die Schule der magischen Tiere 3
- 2024: Der Geier – Die Tote mit dem falschen Leben